# Bartolomeo Sinibuldi

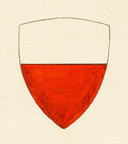
Stemma Sinibuldi

Bartolomeo Sinibuldi (Pistoia, XIII secolo – Foligno, 11 luglio 1326) è stato un vescovo cattolico italiano.

## Biografia
Era figlio di Guittoncino Sinibuldi, della nobile famiglia dei Sinibuldi di Pistoia.
Fu per molti anni prevosto della cattedrale di Pistoia e nel 1303 il capitolo lo elesse vescovo di Pistoia. Fu nominato vescovo il 2 novembre da papa Benedetto XI. Fu l'ultimo vescovo ad essere nominato dal capitolo, privilegio in seguito assegnato alla Sede apostolica e così per tutte le sedi vescovili d'Italia. Il 24 dicembre 1307 venne nominato vescovo di Foligno da papa Clemente V. 
Morì a Foligno l'11 luglio 1326.

## Genealogia episcopale
La genealogia episcopale è:
- Cardinale Leonardo Patrasso, O.F.M.
- Vescovo Bartolomeo Sinibuldi